# Orden der Edlen Krone

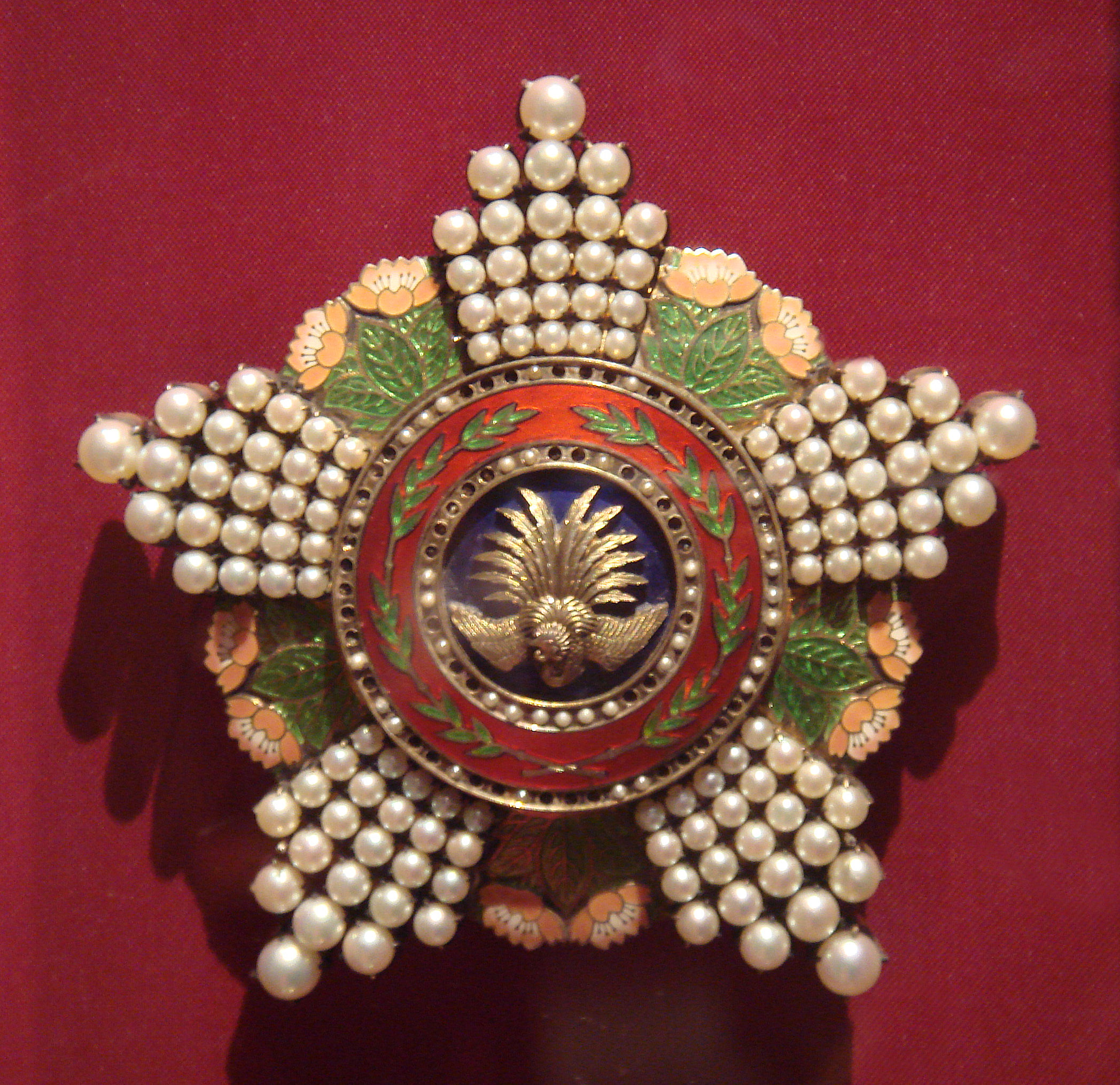
Bruststern der ersten Klasse

Der Orden der Edlen Krone (jap. 宝冠章, Hōkan-shō) wurde am 4. Januar 1888 aufgelegt und ist ein staatlich verliehener japanischer Orden.

## Geschichte
Ursprünglich gab es bis 13. April 1896 nur fünf Auszeichnungsstufen, wuchs dann auf acht Stufen an, wobei die letzten beiden 2003 abgeschafft wurden. Der Orden wird als Damenorden nur an weibliche Personen verliehen und galt bis 2003 als alternative Auszeichnung für den Orden der Aufgehenden Sonne, der bis dahin nur an Männer vergeben werden konnte. Seitdem wird der Orden der Edlen Krone an weibliche Personen aus dem Ausland verliehen. Die Auszeichnung in der höchsten Stufe ist grundsätzlich nur für weibliche Angehörige von Königshäusern vorgesehen.

## Klassen
| #  | deutsche Bezeichnung                 | japanische Bezeichnung        |
| -- | ------------------------------------ | ----------------------------- |
| 1. | Orden der Edlen Krone, Großkreuz     | 宝冠大授章, hōkan daijūshō    |
| 2. | Orden der Edlen Krone, Pfingstrose   | 宝冠牡丹章, hōkan botanshō    |
| 3. | Orden der Edlen Krone, Schmetterling | 宝冠白蝶章, hōkan shirochōshō |
| 4. | Orden der Edlen Krone, Glyzine       | 宝冠藤花章, hōkan tōkashō     |
| 5. | Orden der Edlen Krone, Aprikose      | 宝冠杏葉章, hōkan kyōyōshō    |
| 6. | Orden der Edlen Krone, gekräuselt    | 宝冠波光章, hōkan hakōshō     |

### Bandschnallen
- 1. Klasse
- 2. Klasse
- 3. Klasse
- 4. Klasse
- 5. Klasse
- 6. Klasse
- 7. Klasse
- 8. Klasse

## Ordensträgerinnen (Auswahl)
- Hannelore Leimer (2003) „Aprikose“; IHK-Präsidentin und Präsidentin der DJG in Augsburg und Schwaben[3]
- Vera Lúcia Machado (1996), brasilianische Diplomatin
- Niijima Yae (1896, 1906), japanische Krankenschwester des Japanischen Roten Kreuzes[4][5]
- Eta Harich-Schneider (1977), deutsche Cembalistin, Musikwissenschaftlerin, Japanologin und Schriftstellerin
- Margarete von Sommoggy, Krankenschwester vom Augusta-Hospital des Vaterländischen Frauenvereins in Breslau. Sie war Operationsschwester der deutschen Rot-Kreuz-Expedition in Japan im Jahre 1905. Auszeichnung mit dem Hōkanshō der 6. Klasse am 5. September 1905 für ihre Verdienste um die Kranken- und Verletztenversorgung während des Russisch-Japanischen Krieges.

## Einzelbelege
1. ↑  Cabinet Office, Government of Japan: Orders of the Precious Crown (Memento vom 17. Juli 2006 im Internet Archive) (engl.)
2. ↑  Information Processing Society of Japan:   その他(英文表記) (Memento vom 12. März 2007 im Internet Archive)
3. ↑  IHK-Schwaben: IHK-Präsidentin Hannelore Leimer erhält hohen japanischen Orden (12. August 2003) (Seite nicht mehr abrufbar, festgestellt im Mai 2019. Suche in Webarchiven), September 2003.
4. ↑  doshisha.ac.jp
5. ↑  新島八重の生涯  ― 進取と矜持 (The Life History of Yae Neesima). (PDF; 4,7 MB) Dōshisha-Universität, abgerufen am 11. September 2021 (japanisch).